# ベチュヴァーシュ (小惑星)
ベチュヴァーシュ (4567 Bečvář) は小惑星帯の小惑星である。チェコスロバキア（現チェコ）のクレチ天文台 (Hvězdárna Kleť) でマリエ・マーロヴァが発見した。
チェコ生まれの天文学者で、スカルナテー・プレソ天文台 (Skalnaté Pleso Observatory) の設立、星図 "Atlas Coeli Skalnate Pleso"（1951年）の作成で知られる、アントニーン・ベチュヴァーシュに因んで命名された。